# Киладзе, Яго Гурамович
Яго Гурамович Киладзе  (укр. Яго Гурамович Кіладзе, род. 24 февраля 1986, Сачхере, Грузия) — украинский боксёр-профессионал, грузинского происхождения, выступающий в первой тяжёлой и тяжёлой весовых категориях.
В декабре 2017 года Яго Киладзе входил в число сильнейших тяжеловесов Европы и занимал 9-ю строчку в мировом рейтинге WBO, и 12-ю — в рейтинге IBF.

## Биография
Родился в Грузии, в небольшом городке Сачхере, в котором с семьей прожил долгое время. Когда в 17 лет Яго поступил в государственную спортивную академию в Тбилиси, тогда же вся семья и решила переехать жить в столицу Грузии, где живёт по теперешнее время.
Яго самый младший ребенок в семье, у него есть две старших сестры Теа и Элиса, и старший брат Карло.

## Любительская карьера
Боксом начал заниматься в 13 лет у себя на родине. В 17 лет он стал членом национальной сборной команды Грузии и в 20 лет уже стал первым её номером. В какой-то момент его любительскую карьеру прервала травма, после чего последовал конфликт с тренером и руководством национальной федерацией бокса Грузии, и Яго решил прекратить выступления на любительском ринге.

## Профессиональная карьера
Переехав в Донецк, Яго решил попробовать свои силы в профессионалах и по итогам нескольких просмотровых спаррингов Киладзе получил предложение «Union Boxing Promotion», подписал контракт, принял украинское гражданство и в августе 2007 года успешно дебютировал в профи.
За первые два года профессиональной карьеры Киладзе провёл 10 боев и выиграл их все, причем восемь его соперников оказались повержены досрочно. А в октябре 2009-го Яго примерил свой первый чемпионский пояс, став интерконтинентальным чемпионом WBC среди молодежи в первом тяжелом весе, после чего провёл две успешные защиты, нокаутировав немца Маттиаса Сандова и победив по очкам латыша Артура Куликаускиса, примечательного своей стойкостью и боевитым характером.
Через год с небольшим Киладзе пополнил свою коллекцию ещё одним титулом, на сей раз уже «взрослым»: брутальное уничтожение венгра Золтана Чекуса, на которое Киладзе затратил менее трех минут, принесло ему звание Интерконтинентального чемпиона по версии WBA и место в топ-15 мирового рейтинга этой престижной организации. Этот титул уроженец Тбилиси успешно защищал четыре раза кряду. Отстаивая пояс, Яго разгромил по очкам неуступчивого аргентинца Даниэля Санабрию, учинил быстрые расправы над участником Олимпиады-1996 из Венгрии Йожефом Надем и французом Жюльеном Перьё и, наконец, «в одну калику» перебоксировал искушенного бельгийского ветерана Исмаила Абдула, которого выделяют поистине «бетонный» подбородок и колоссальный опыт противостояния сильнейшим тяжеловесам Европы и мира.

#### Бой с Йоури Каленгой
Летом 2013 года Киладзе впервые провёл бой вне Украины — в Берлине. Дебютное выступление за рубежом, где ему противостоял атлетичный уроженец Демократической Республики Конго Йоури Кайембре Каленга, также на тот момент непобежденный, обернулось для Яго первым поражением в карьере. Киладзе без особых проблем выиграл у Каленги первый раунд, но в следующей трехминутке пропустил мощнейший удар справа и оказался в нокауте. Напомним, что в скором будущем Каленга стал временным чемпионом мира WBA, а в апреле 2015 года сразился с полновесным чемпионом мира Денисом Лебедевым, уступив россиянину по очкам в упорном поединке.
После проигрыша Киладзе провёл вне ринга 10 месяцев, а затем возобновил выступления, нокаутировав непримечательного венгра Аттилу Палко в «восстановительном» поединке, который состоялся весной 2014 года в Броварах в рамках турнира «K2 Promotions Ukraine».
C тех пор Яго провёл ещё два победных боя, причем оба раза выступал в андеркарте у Владимира Кличко, которому он помогал готовиться к боям против Кубрата Пулева и Брайанта Дженнингса в качестве спарринг-партнера. Так, в ноябре 2014-го в немецком Гамбурге Киладзе нокаутировал местного боксера Бьорна Блашке на «разогреве» у Кличко и Пулева. Ну а 25 апреля этого года уроженец Грузии с украинским паспортом успешно дебютировал в США, остановив американского джорнимена Рэйфорда Джонсона на знаменитой нью-йоркской арене «Madison Square Garden». Этот выход Яго в ринг состоялся в андеркарте боя Владимир Кличко — Брайант Дженнингс.

#### Бой с Адамом Ковнацким
20 января 2018 года состоялся бой Киладзе с 28-летним боксёром-проспектом польского происхождения Адамом Ковнацким (16-0, 13 KO), которому Киладзе проиграл нокаутом в 6-м раунде.

#### Бой с Эфе Аджагба
21 декабря 2019 года состоялся бой Киладзе с 25-летним боксёром-проспектом нигерийским нокаутёром Эфе Аджагба (11-0, 9 KO), которому Киладзе проиграл нокаутом в 5-м раунде, но при этом и сам послал нигерийца в нокдаун в 3-м раунде.

## Статистика профессиональных боёв
В таблице перечислены результаты всех поединков боксёров.
В каждой строке указан результат поединка. Дополнительно номер поединка обозначен цветом, который обозначает итог поединка. Расшифровка обозначений и цветов представлена в нижеследующей таблице.
| Пример | Расшифровка                     |
| ------ | ------------------------------- |
|        | Победа                          |
|        | Ничья                           |
|        | Поражение                       |
|        | Планируемый поединок            |
|        | Поединок признан несостоявшимся |
| КО     | Нокаут                          |
| ТКО    | Технический нокаут              |
| PTS    | Решение судей (по очкам)        |
| UD     | Единогласное решение судей      |
| MD     | Решение большинства судей       |
| SD     | Раздельное решение судей        |
| RTD    | Отказ от продолжения боя        |
| DQ     | Дисквалификация                 |
| NC     | Поединок признан несостоявшимся |

| 34 поединка, 27 побед (19 нокаутом), 1 ничья, 6 поражений. | 34 поединка, 27 побед (19 нокаутом), 1 ничья, 6 поражений. | 34 поединка, 27 побед (19 нокаутом), 1 ничья, 6 поражений. | 34 поединка, 27 побед (19 нокаутом), 1 ничья, 6 поражений. | 34 поединка, 27 побед (19 нокаутом), 1 ничья, 6 поражений. | 34 поединка, 27 побед (19 нокаутом), 1 ничья, 6 поражений.                                                                       |
| Бой                                                        | Дата боя                                                   | Соперник                                                   | Место проведения боя                                       | Раундов, время                                             | Комментарии |
| ---------------------------------------------------------- | ---------------------------------------------------------- | ---------------------------------------------------------- | ---------------------------------------------------------- | ---------------------------------------------------------- | --- |
| 34                                                         | 1 января 2022                                              | Виктор Выхрист (8-0)                                       | Seminole Hard Rock Hotel & Casino, Холливуд, Флорида, США  | TKO 2 (8), 1:44                                            | Выхрист дважды, Калидзе трижды в нокдаунах.                                                                                      |
| 33                                                         | 5 сентября 2021                                            | Мэтью МакКинни (8-3-2)                                     | Minneapolis Armory, Миннеаполис, Миннесота, США            | TKO 2 (8), 2:27                                            | |
| 32                                                         | 21 декабря 2019                                            | Эфе Аджагба (11-0)                                         | Тойота Арена, Онтэрио, Калифорния, США                     | KO 5 (10), 2:09                                            | |
| 31                                                         | 18 мая 2019                                                | Роберт Альфонсо (18-0)                                     | Барклайс-центр, Бруклин, Нью-Йорк, США                     | SD 8 (8)                                                   | Счёт: 77-75, 76-76, 75-77. |
| 30                                                         | 30 сентября 2018                                           | Джозеф Джойс (5-0)                                         | Онтэрио, Калифорния, США                                   | KO 5 (10), 0:41                                            | |
| 29                                                         | 10 июня 2018                                               | Майкл Хантер (13-1)                                        | Ланкастер, Калифорния, США                                 | KO 5 (10), 2:52                                            | |
| 28                                                         | 20 января 2018                                             | Адам Ковнацкий (16-0)                                      | Барклайс-центр, Бруклин, США                               | KO 6 (10), 2:08                                            | |
| 27                                                         | 4 ноября 2017                                              | Педро Хулио Родригес (23-2)                                | Барклайс-центр, Бруклин, США                               | TKO 2 (8), 1:18                                            | |
| 26                                                         | 25 февраля 2017                                            | Байрон Полли (30-19-1)                                     | Legacy Arena, Бирмингем, Алабама, США                      | KO 1 (8), 2:11                                             | |
| 25                                                         | 13 июня 2015                                               | Лукаш Русевич (19-19)                                      | Черкассы, Украина                                          | UD 8 (8)                                                   | Счёт: 80-73, 80-72 (дважды). |
| 24                                                         | 25 апреля 2015                                             | Рейфорд Джонсон (11-17)                                    | Мэдисон-сквер-гарден, Нью-Йорк, США                        | ТКО 4 (8), 2:59                                            | |
| 23                                                         | 15 ноября 2014                                             | Бйорн Блашке (9-3-1)                                       | Гамбург, Германия                                          | ТКО 3 (8), 1:37                                            | |
| 22                                                         | 10 ноября 2014                                             | Аттила Палко (17-11)                                       | Бровары, Украина                                           | TKO 3 (8), 1:25                                            | |
| 21                                                         | 8 июня 2013                                                | Йоури Каленга (15-0)                                       | Берлин, Германия                                           | KO 2 (10), 2:10                                            | |
| 20                                                         | 10 ноября 2012                                             | Исмаил Абдул (46-24-2)                                     | Донецк, Украина                                            | UD 12 (12)                                                 | Счёт: 120-108 (трижды). Защитил титул чемпиона по версии WBA Inter-Continental в 1-м тяжёлом весе (4-я защита Киладзе).          |
| 19                                                         | 29 апреля 2012                                             | Жульен Перьйо (15-8)                                       | Донецк, Украина                                            | КО 2 (12)                                                  | Защитил титул чемпиона по версии WBA Inter-Continental в 1-м тяжёлом весе (3-я защита Киладзе).                                  |
| 18                                                         | 10 января 2012                                             | Йозеф Надь (26-10)                                         | Донецк, Украина                                            | ТКО 2 (12)                                                 | Защитил титул чемпиона по версии WBA Inter-Continental в 1-м тяжёлом весе (2-я защита Киладзе).                                  |
| 17                                                         | 26 августа 2011                                            | Даниэль Алехандро Санабриа (13-1)                          | Донецк, Украина                                            | UD 12 (12)                                                 | Счёт: 120-106, 120-106, 120-106. Защитил титул чемпиона по версии WBA Inter-Continental в 1-м тяжёлом весе (1-я защита Киладзе). |
| 16                                                         | 14 января 2011                                             | Золтан Чекуш (14-4-1)                                      | Донецк, Украина                                            | КО 1 (12)                                                  | Завоевал вакантный титул чемпиона по версии WBA Inter-Continental в 1-м тяжёлом весе.                                            |
| 15                                                         | 30 августа 2010                                            | Артурс Каликаукис (7-3-1)                                  | Донецк, Украина                                            | UD 10/10                                                   | |
| 14                                                         | 14 мая 2010                                                | Сергей Шитиков (0-1)                                       | Донецк, Украина                                            | ТКО 2/8                                                    | |
| 13                                                         | 20 февраля 2010                                            | Маттьяс Сандоу (5-4)                                       | Донецк, Украина                                            | ТКО 2/10                                                   | |
| 12                                                         | 24 декабря 2009                                            | Денис Симкин (0-1-1)                                       | Донецк, Украина                                            | UD 6/6                                                     | |
| 11                                                         | 3 октября 2009                                             | Исроил Курбанов (5-4-1)                                    | Донецк, Украина                                            | UD 10/10                                                   | |
| 10                                                         | 26 июня 2009                                               | Юрий Горбенко (0-3)                                        | Донецк, Украина                                            | ТКО 3/8                                                    | |
| 9                                                          | 10 апреля 2009                                             | Дмитрий Адамович (14-21)                                   | Донецк, Украина                                            | ТКО 3/8                                                    | |
| 8                                                          | 30 января 2009                                             | Вячеслав Титенко (0-2)                                     | Донецк, Украина                                            | ТКО 1/8                                                    | |
| 7                                                          | 20 ноября 2008                                             | Алексей Карпенко (0-1)                                     | Донецк, Украина                                            | UD 4/4                                                     | |
| 6                                                          | 8 июля 2008                                                | Руслан Семенов (2-16-1)                                    | Донецк, Украина                                            | UD 8/8                                                     | |
| 5                                                          | 6 мая 2008                                                 | Валерий Макеев (1-30)                                      | Донецк, Украина                                            | ТКО 4/8                                                    | |
| 4                                                          | 25 марта 2008                                              | Евгений Шелест (0-1)                                       | Донецк, Украина                                            | КО 2/6                                                     | |
| 3                                                          | 15 декабря 2007                                            | Николай Арсененко (debut)                                  | Донецк, Украина                                            | ТКО 3/6                                                    | |
| 2                                                          | 11 октября 2007                                            | Виктор Лысенко (debut)                                     | Донецк, Украина                                            | ТКО 2/6                                                    | |
| 1                                                          | 21 августа 2007                                            | Александр Обозов (1-4)                                     | Донецк, Украина                                            | ТКО 4/4                                                    | |